# Sibthorpia peregrina
Espèce
Classification APG III (2009)
Statut de conservation UICN

 LC  : Préoccupation mineure
Sibthorpia peregrina est une plante de la famille des Scrophulariaceae selon la classification classique de Cronquist (1981) et de la famille des Plantaginaceae selon la classification APG III.

## Description

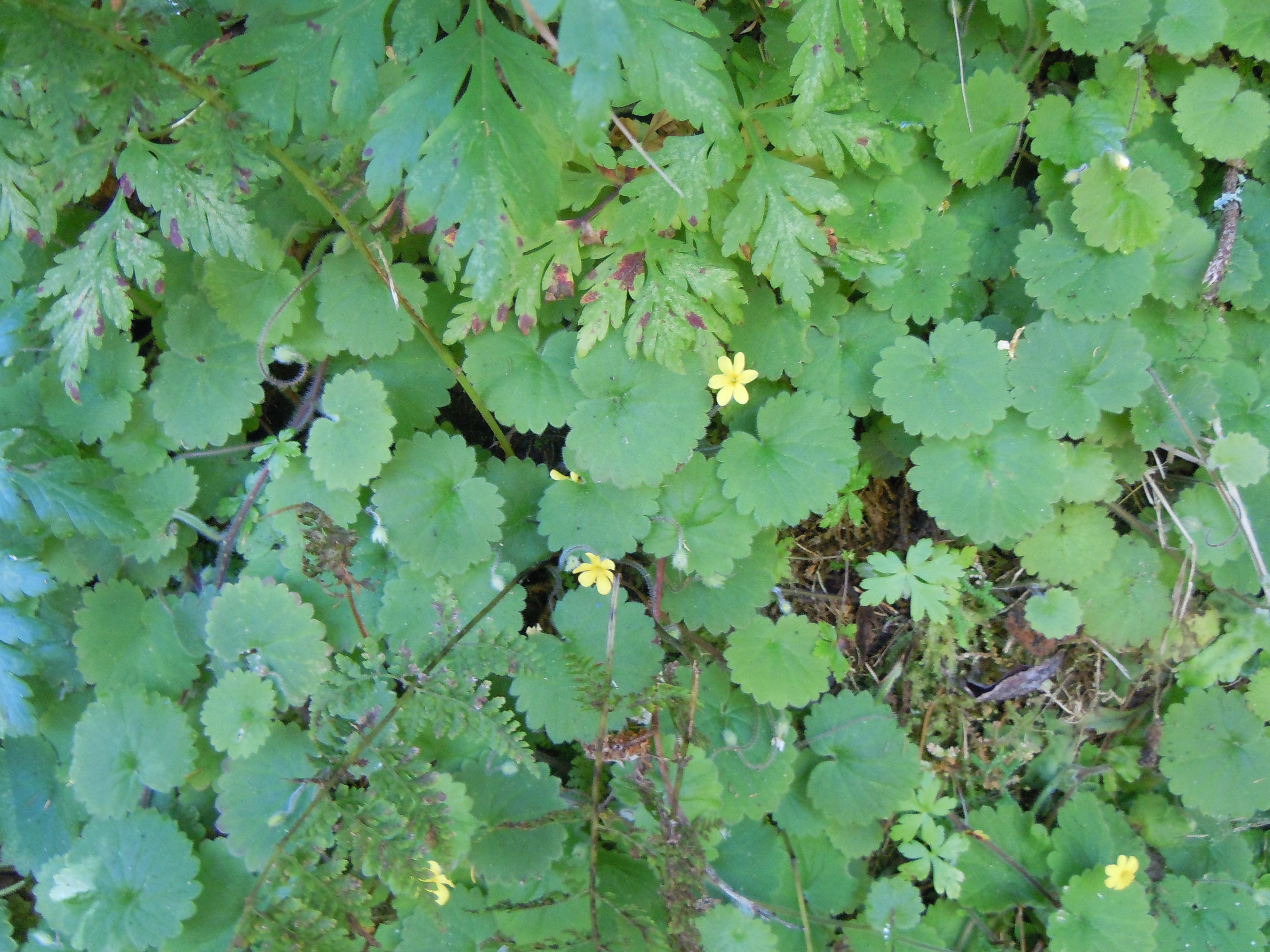
Sibthorpia peregrina, sur un talus ombragé le long d'une levada.

- Plante basse, rampante accrochée au rochers humides, dans les zones ombragées.
- Fleurs jaunes à six pétales.
- Feuilles rondes dentées.

## Répartition
Sibthorpia peregrina est endémique à la laurisylve de Madère.